# 1764 Cogshall
1764 Cogshall је астероид главног астероидног појаса са пречником од приближно 26,21 km.
Афел астероида је на удаљености од 3,481 астрономских јединица (АЈ) од Сунца, а перихел на 2,700 АЈ.
Ексцентрицитет орбите износи 0,126, инклинација (нагиб) орбите у односу на раван еклиптике 2,229 степени, а орбитални период износи 1984,824 дана (5,434 година).
Апсолутна магнитуда астероида је 11,20 а геометријски албедо 0,085.
Астероид је откривен 7. новембра 1953. године.